# Bernd von Wedel
Bernd Ernst Achaz Melchior von Wedel-Fürstensee (* 4. April 1893 in Berlin; † 14. September 1959 in Baden-Baden) war ein pommerscher Gutsbesitzer, Stahlhelm-Landesführer, Herausgeber und Offizier.

## Leben
Bernd von Wedel war einziger Sohn des Gutsbesitzers Ewald Ernst von Wedel (1864–1930) und der Adele Bertha, geborene Roessingh-Udink (1872–1948), und ein Enkel des Landwirts Ernst Achaz von Wedel. 
Er trat 1912 in das Lüneburger 2. Hannoversches Dragoner-Regiment Nr. 16 ein, wechselte aber bereits 1913 als Leutnant zum 2. Garde-Ulanen-Regiment in Berlin, mit dem er den Weltkrieg mitmachte. 1920 nahm er als Rittmeister seinen Abschied und bewirtschaftete seitdem bis zur Enteignung 1945 das Rittergut Fürstensee, das sich seit dem Mittelalter in Familienbesitz befunden hatte, und seit 1928 auch das Rittergut Blankensee, beide im Landkreis Pyritz in Pommern.
Nach dem Ersten Weltkrieg übernahm er in Pyritz den Kreisvorsitz des Pommerschen Landbundes und des Stahlhelms. Seit 1926 führte er in Fürstensee „politische Tees“ durch unter Teilnahme u. a. von Hans Schwarz, Giselher Wirsing, Rüdiger Graf von der Goltz, Adolf von Trotha, Prinz Oskar, Prinz Wilhelm und Elard von Oldenburg-Januschau. Gemeinsam mit diesem initiierte er in Danzig den sogenannten Ostelbischen Ausschuss, ein Forum, das der programmatischen Koordinierung rechtsstehender Verbände in den preußischen Ostprovinzen dienen sollte. Susanne Meinl kommt zu dem Schluss, dass die soziale Zusammensetzung dieses Forums, in dem Hans Schwarz eine gewisse Rolle spielte, Franz Schauwecker und Friedrich Wilhelm Heinz dazu motivierte, sich von den ostpolitisch restaurativen Plänen von Hans Schwarz zu distanzieren. Wedel wurde 1928 Führer des Stahlhelm-Landesverbands Pommern-Grenzmark, dessen Mitgliederzahl bis 1931 auf über 50.000 anstieg.
Seit 1928 war er mit Hans Schwarz und Adolf von Trotha Herausgeber und Autor der politischen Halbmonatsschrift Der Nahe Osten, deren politische Haltung stark vom Werk Arthur Moellers geprägt war. Armin Mohler nennt sie den publizistischen Mittelpunkt der Preußen- und Ostmystik innerhalb der Konservativen Revolution. Ihr Gegenstand waren zunächst politische und wirtschaftliche Probleme Ostmitteleuropas, seit den 1930er Jahren vorderasiatische Fragen. Bernd von Wedel bezieht in mehreren Artikeln politisch Stellung. 1928 nennt er die Überwindung des Klassenkampfs durch die Arbeit am berufsständischen Aufbau ein zentrales Ziel der Landbevölkerung. Man wolle, heißt es zwei Jahre später, „eine Staatsführung, die mit eigenen Machtmitteln über den Gliederungen und Parteiungen des Volkes steht und die dem Einzelnen und jedem Lebenskreis die Aufgabe für das Ganze zuweist. Die deutsche Zukunft soll getragen werden von der Kraft des Führertums der freien, unabhängigen Persönlichkeit.“ In diesen Kontext gehört seine Teilnahme an einem gemeinsamen Besuch verschiedener Pommern bei Benito Mussolini, während wiederum mit Elhard von Morozowicz ein anderer Stahlhelmführer direkt vom Duce die Einladung erhielt, und eine im „Nahen Osten“ ausgetragene wirtschaftspolitische Kontroverse mit Walther von Corswant, dem seinerzeitigen Leiter des NSDAP-Gaus Pommern.
Im Zusammenhang der Weltwirtschaftskrise legte Bernd von Wedel 1931 alle politischen Ämter nieder. 1933 trat er der NSDAP bei. 1936 wurde er von der Wehrmacht als Reserveoffizier reaktiviert. Während seiner Stationierung als Oberstleutnant d.R. bei der Panzer-Ersatz-Abteilung 5 des Panzer-Regiments 6 in Neuruppin ab Juni 1942 nahm er an geheimen Gesprächen des Union-Klubs im Hotel Adlon teil und stand in diesem Zusammenhang, wie sein Schwager Wolf-Heinrich von Helldorff, auf der Festnahmeliste Nr. 22 der anlässlich des Attentats vom 20. Juli 1944 eingerichteten Sonderkommission im Reichssicherheitshauptamts IV. Die Gestapo forschte auch in Fürstensee nach. Er wurde nicht wie sein Schwager hingerichtet, sondern zwangsversetzt nach Frankfurt (Oder).
Die Nachkriegszeit verbrachte er in Westdeutschland. Er war seit 1924 Ehrenritter des Johanniterordens, Pommersche Genossenschaft, und blieb dies auch, trotz der seit Beginn 1938 nicht erlaubten Doppelmitgliedschaft mit der NSDAP und dem Verbot derselbigen durch die NS-Behörden.

## Familie
Bernd von Wedel hatte 1917 in Gerzlow, Kreis Soldin, (heute Jarosławsko), Anneliese von Wedel (1897–1974) geheiratet, eine Schwester des Generallandschaftsdirektors Wedego von Wedel und der mit Wolf-Heinrich von Helldorff verheirateten Ingeborg von Wedel (1894–1971). Seine Ehefrau übernahm 1927 die Landesführung des pommerschen Luisenbundes. Sie hatte in ihrer Ehe mit Bernd von Wedel sieben Kinder und adoptierte als Witwe den Theologen Ezzelino von Rezzori, einen Sohn des Schriftstellers Gregor von Rezzori.